# Rozkolnik
Rozkolnik (niem. Neukrug) – dawna miejscowość, obecnie zniesiona część miasta Międzyzdroje, położona na zachodnim, zalesionym obszarze miasta, w pobliżu morza, w okolicy ulic Gryfa Pomorskiego i Dalekiej.
Po II wojnie światowej wieś weszła w skład gromady Przytór w gminie Przytór w powiecie wolińskim w województwie szczecińskim. Wraz z reformą administracyjną znoszącą gminy, Rozkolnik (jako część Przytoru) włączono do nowo utworzonej gromady Przytór. 31 grudnia 1959 część obszaru gromady Przytór z Rozkolnikiem włączono do miasta Międzyzdroje. 1 stycznia 1973 miasto Międzyzdroje (z Rozkolnikiem) zniesiono, włączając je do miasta Świnoujścia. 15 marca 1984 Rozkolnik wyłączono ze Świnoujścia, po czym wszedł on po raz drugi w skład usamodzielnionego miasta Międzyzdroje.
Nazwę Rozkolnik zniesiono 1 stycznia 2011.